# Chemazé
Chemazé is een gemeente in het Franse departement Mayenne (regio Pays de la Loire). De plaats maakt deel uit van het arrondissement Château-Gontier. Chemazé telde op 1 januari 2022 1.363 inwoners.

## Geografie
De oppervlakte van Chemazé bedroeg op 1 januari 2022 38,54 vierkante kilometer; de bevolkingsdichtheid was toen 35,4 inwoners per km².

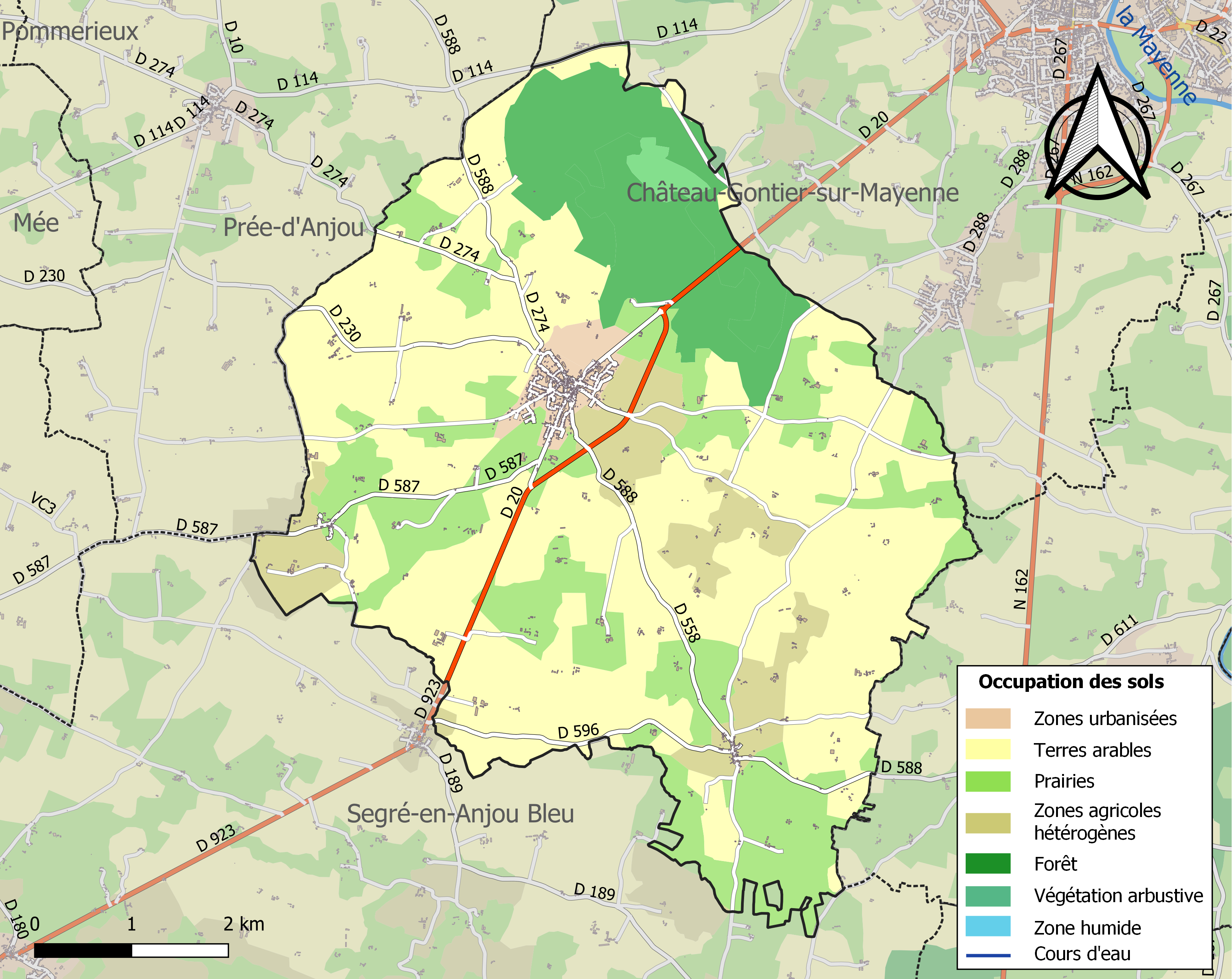
Kaart van de gemeente met de belangrijkste infrastructuur, bodemgebruik en omliggende gemeenten

## Demografie
Onderstaande figuur toont het verloop van het inwonertal (bron: INSEE-tellingen).